# 김수경 (야구인)
김수경(金守經, 1979년 8월 20일 ~ )은 전 KBO 리그 고양 원더스의 투수이자, 현 KBO 리그 NC 다이노스의 투수코치이다.

## 선수 시절

### 한국 프로야구 시절

#### 현대 유니콘스시절
1998년 인천고등학교를 졸업하고 고졸우선지명을 받아 입단하였다. 첫 해에 12승 4패, 2점대 평균자책점을 기록해 당시 삼성 외야수 강동우를 물리치고 그 해 신인왕을 차지했다. 이 해에 기록한 168탈삼진은 김시진이 기록했던 154탈삼진을 경신하며 역대 신인 최다 탈삼진을 기록해 '닥터 K'라고 불렸다.
1999년에는 선발로 8승, 구원으로 2승을 기록하며 두 자릿수 승을 거뒀다.
그 후 2000년에는 팀의 동료 투수 임선동, 정민태과 함께 최강의 선발진을 구축하며 54승을 합작하며 각각 18승 트리오를 결성해 공동 다승왕을 수상했고, 팀을 2000년 한국시리즈 정상에 올리는데 크게 기여했다. 그 해 시드니 올림픽에 참가했다.
2001년에는 6승, 5점대 평균자책점을 기록했다. 그러나 2002년부터 2004년까지 3년 연속 두 자릿수 승 이상을 달성했다.
팀의 마지막 해였던 2007년에는 마지막으로 다시 12승을 거뒀다. 그 후 팀이 해체되고 인계되는 과정에서 자연스럽게 우리 히어로즈 선수가 됐다.

#### 넥센 히어로즈시절
2008년 창단 후 꾸준히 호투를 이어갔으나 전성기 때만큼의 실력이 나오지 않았다. 창단 첫 해에 선발로 16경기에 등판해 3승 6패의 성적을 거두고, 이듬해인 2009년에는 6승 11패, 6점대 평균자책점으로 부진했는데 2008년 첫 승(선발승)을 역대 10번째 세 자릿수 선발승으로 장식했다.
그는 2010년 삼성 라이온즈전에서 제구 난조로 강판당한 후 자진해서 2군으로 내려갔고, 2군에 있던 중 부상으로 시즌을 마감했다. 이후 2군에서 부활을 위해 성실히 도약 준비를 하였다.
2011년 6월 11일 무려 1년 2개월 만에 삼성 라이온즈전에 구원 등판해 3.2이닝 3피안타, 2탈삼진, 무실점을 기록했다. 마침내 2011년 9월 28일에는 SK 와이번스를 상대로 6.1이닝 3피안타, 5탈삼진, 무실점으로 시즌 첫 승을 달성했다.

### 한국 독립야구 시절

#### 고양 원더스시절
현역 연장 의지를 보였던 그는 잠깐 동안의 코치 생활을 접고 당시 감독이었던 김성근 밑에서 다시 출발한다는 취지에서 2013년 10월 18일 독립 야구단에 입단을 선언했고 1년 만에 다시 선수로 복귀했다.
팀 해체 1년 후에 완전 은퇴를 선언했다.

## 야구선수 은퇴 후
은퇴 후 넥센 히어로즈의 불펜투수코치로 활동했다.

## 출신 학교
- 인천서화초등학교
- 대헌중학교
- 인천고등학교
- 경기대학교

## 주요 기록
- 1998년 시즌 신인왕수상
- 1998년 시즌 신인 역대 최다 탈삼진 (168개, 종전기록 1983년 삼성투수 김시진의 154개)
- 1998년 10월 30일 : 인천 LG전(한국시리즈 6차전) / 포스트 시즌 최연소 승리 투수 (19세 2개월 10일, 선발, / 종전 : 롯데 염종석)
- 1999년 탈삼진 1위 (184개)
- 2000년 다승 공동 1위 (18승, 다른 공동 1위자: 임선동, 정민태)